# Bananas!*
Bananas!* är en dokumentärfilmfilm, regisserad av den svenska filmaren och journalisten Fredrik Gertten. Filmen handlar om en grupp nicaraguanska fruktarbetare och deras rättsliga strid med frukt- och grönsaksföretaget Dole. Den skildrar hur advokaten Juan Dominguez som ombud för sammanlagt cirka 10 000 fruktarbetare driver en rättsprocess mot Dole med anledning av bolagets användning av det förbjudna växtgiftet DBCP. 

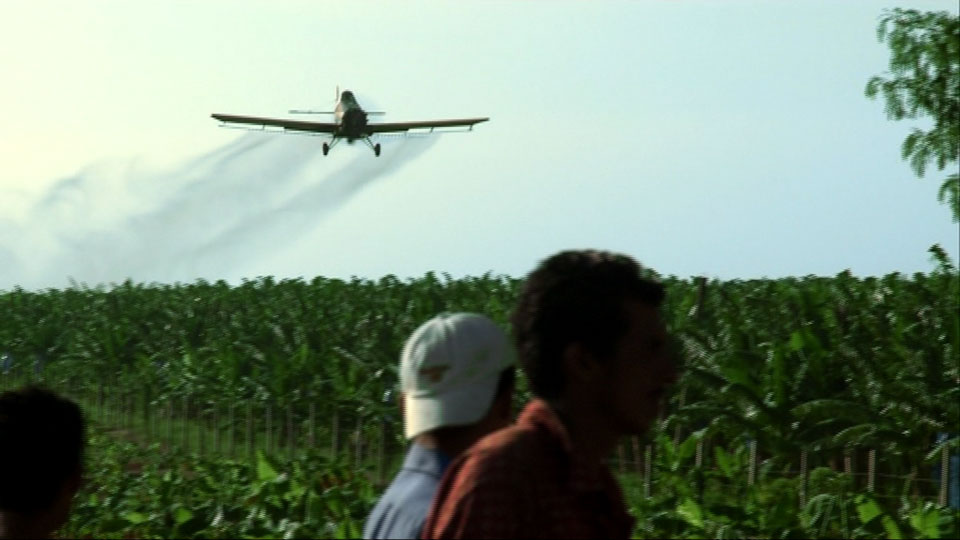
Besprutning från flygplan på bananplantage i Nicaragua. Stillbild från dokumentären.

Arbetarna arbetade under 1970-talet på Doles plantager i Nicaragua. Dole använde då fortfarande DBCP under många år efter att användningen totalförbjudits i USA. Arbetarna hävdar att bekämpningsmedlet har gjort dem sterila. I filmen driver några av dem en skadeståndsprocess mot Dole med anledning härav. Filmen kretsar kring rättegången.
Arbetarna vann rättegången som avslutades 2007 med att Dole förpliktades att betala ett skadestånd på 3,2 miljoner dollar till sex arbetare.
Bananas!* hade svensk biografpremiär 9 oktober 2009.

## Reaktioner
Filmen väckte tidigt starka reaktioner hos Dole som anser att den far med osanningar. Dole väckte den 8 juli 2009 talan vid domstolen i Los Angeles mot Fredrik Gertten, filmens producent Margarete Jangård och filmföretaget WG Film för förtal. Dole framställde inga skadeståndskrav i sin stämningsansökan men krävde att filmen inte skulle visas och att filmens regissör aldrig skulle få uttala sig om företaget. Fredrik Gertten och producenten Margarete Jangård menar å sin sida att de gjort vad all journalistik och dokumentärfilm handlar om, beskrivit en konflikt och gett utrymme åt bägge parternas argument så som de uttryckts i rättssalen. 
Dole har sedermera valt att återkalla sin stämningsansökan. Bakgrunden till beslutet är den diskussion om yttrandefrihet som förts i Sverige i anledning av tvisten. 
2011 kom det ut en uppföljare, Big Boys Gone Bananas!*. Den handlar om Doles reaktioner mot den första filmen och deras försök att tysta ner den.